# Йокейд
Йокейд (*дати народження та смерті не відомі ) — король Алби та Піктії (Шотландії) та король Стратклайда у 878–889 роках.

## Життєпис
Син Руна ап Артгала та доньки Кеннета I, король Шотландії. Про місце народження немає відомостей. У 878 році успадкував трон королівства Стратклайда. Того ж року разом з Гіріком, сином померлого шотландського короля Дональда I, виступив проти короля Аеда. У вирішальній битві союзники розбили Аеда біля Стерлінгу.
Після Йокейд разом з Гіріком стали співкоролем Алби та Піктії. Втім провідну роль відігравав Гірік. В цей час християнська церква змінюється під впливом Риму, відходячи від традицій піктської церкви.
У 889 році співправителів було повалено Дональдом, сином Костянтина I. Йокейд змушений був вирушити у вигнання. Стосовно року та місця смерті немає інформації. В Стратклайді йому спадкував Думнагуал V.